# Nansje
Nansje (ook Nanše/Nanshe, Naš of Nina) was in de Soemerische mythologie de godin van de vruchtbaarheid, oorspronkelijk de dochter van Enlil, maar later van Enki. Zij was de zus van Nidaba en Ningirsu (wat een andere naam voor Ninurta zou kunnen zijn). Haar gemaal was de god Nindara. Zij werd vooral vereerd in de stad Nina (moderne Surghul).
In de mythe van de schepping van de wereld staat zij blijkbaar in voor een soort zeeheiligdom in de oeroceaan. Sommigen zien in haar functie dan ook een rol als godin van de visserij.
Een van haar eigenschappen was dat zij kon dromen verklaren en goddelijke profetieën uitspreken zowel voor goden als voor mensen. De priesteressen van Nansje voerden rituelen van dood en geboorte uit om zich deze vaardigheden eigen te maken. Daarbij daalden zij af in de 'put' van Nansje. Later werd dit ook door priesters gedaan, zoals de Bijbelse Jozef, die bovendien bij het voorspellen van dromen gebruik maakte van zijn 'vaas'.
Ofschoon Nansje geen grote rol in mythen speelt (er zijn er slechts een tweetal), schijnt haar eredienst ooit wel een tijdlang heel sterk verbreid te zijn geweest in Mesopotamië.
Haar symbool was een kruik water met een vis erin, associatie met de drachtige baarmoeder.
Later werd Nansje de godin van weduwen, wezen en armen. Zij stond in voor sociale rechtvaardigheid en wimpelde niemand af als die haar hulp waardig was.